# مالكوم فوربس
مالكوم ستيفنسون فوربس (بالإنجليزية: Malcolm Forbes) (19 أغسطس 1919 - 24 فبراير 1990) رجل أعمال أمريكي وصاحب مجلة فوربس، والتي أسسها والده بيرتي تشارلز فوربس. رأسمالي كبير ومؤمن بالتجارة الحرة في الأسواق. يعشق أسلوب الحياة الصاخب. عاش فوربس حياة ترفيهية مليئة بالبذخ مازال يحكي الناس عنها حتى وقتنا الحالي. عاشق للحفلات وللسفر. يهوى فوربس إنشاء مجموعات خاصة به من مختلف الأشياء كالمنازل، اليخوت، الطائرات، الأعمال الفنية، الدراجات النارية وبيض فابرجي.

## السيرة الذاتية

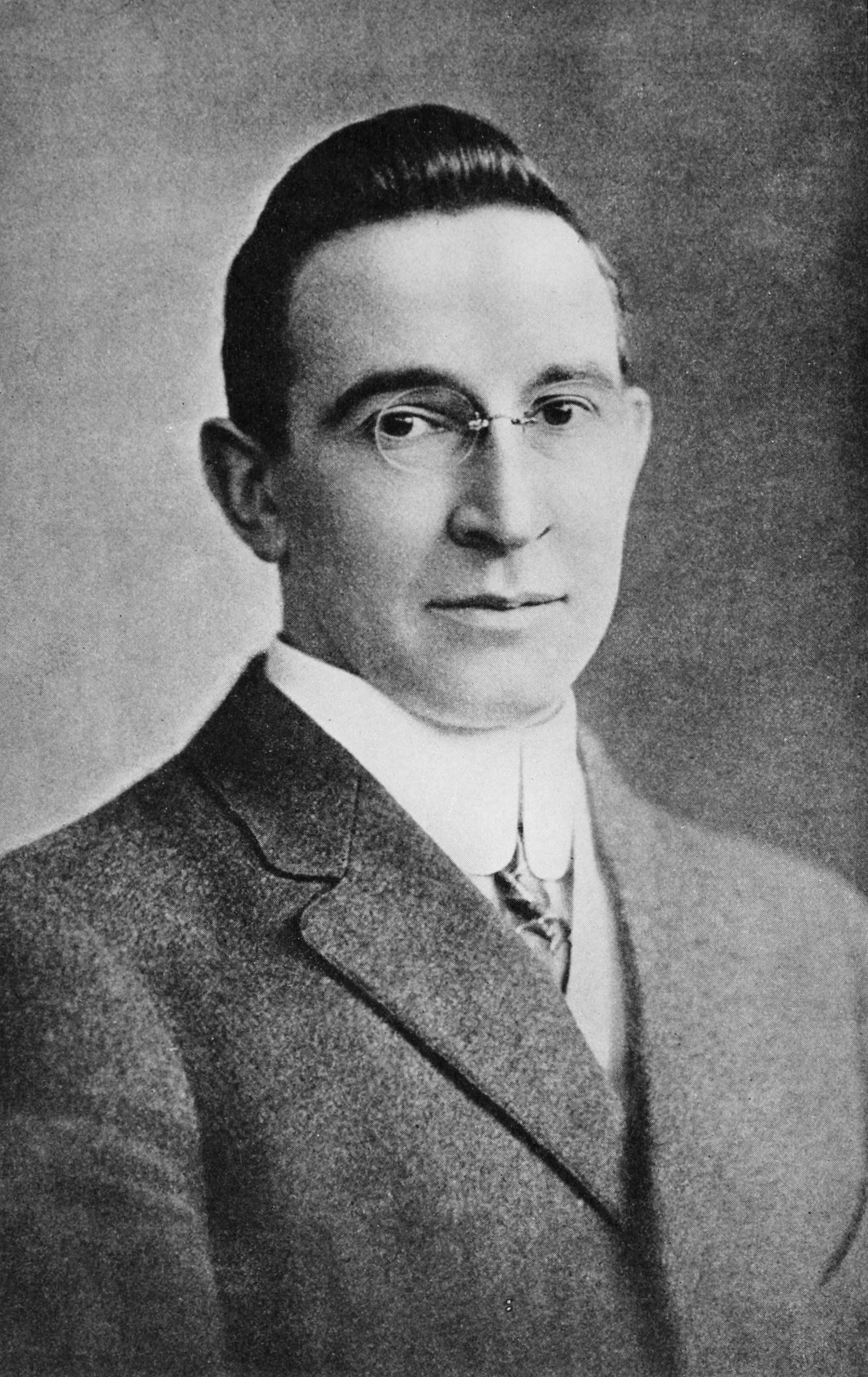
المؤلف والصحفي المالي اسكتلندي المولد بيرتي تشارلز فوربس والد مالكوم فوربس

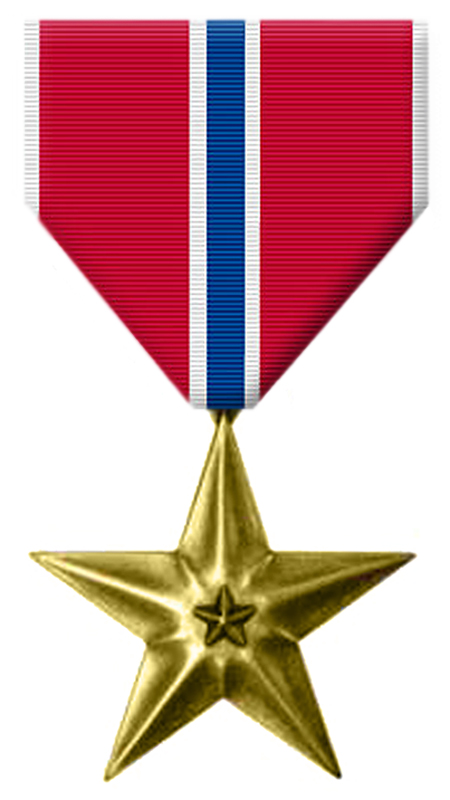
ميدالية النجمة البرونزية

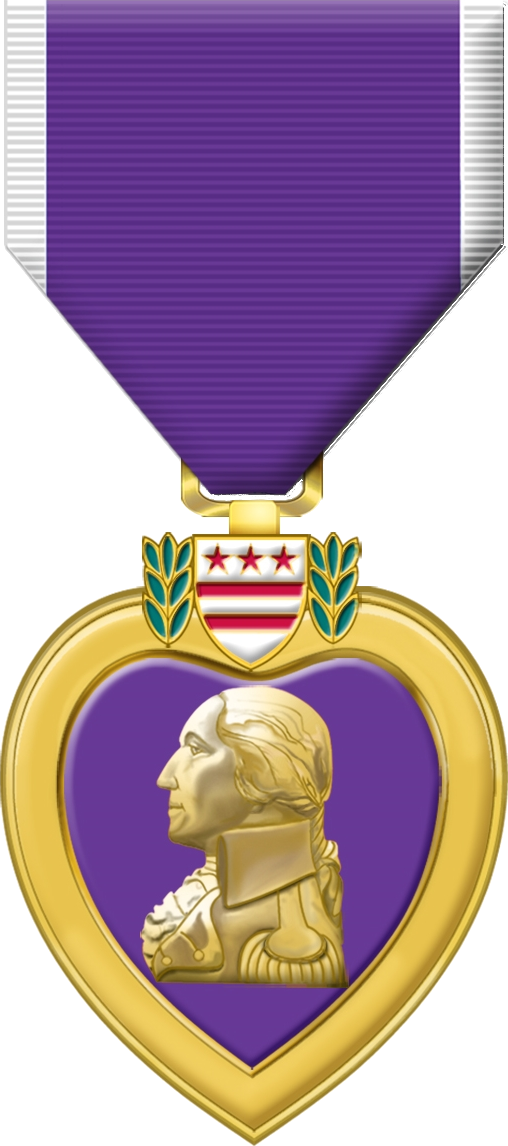
وسام القلب الأرجواني

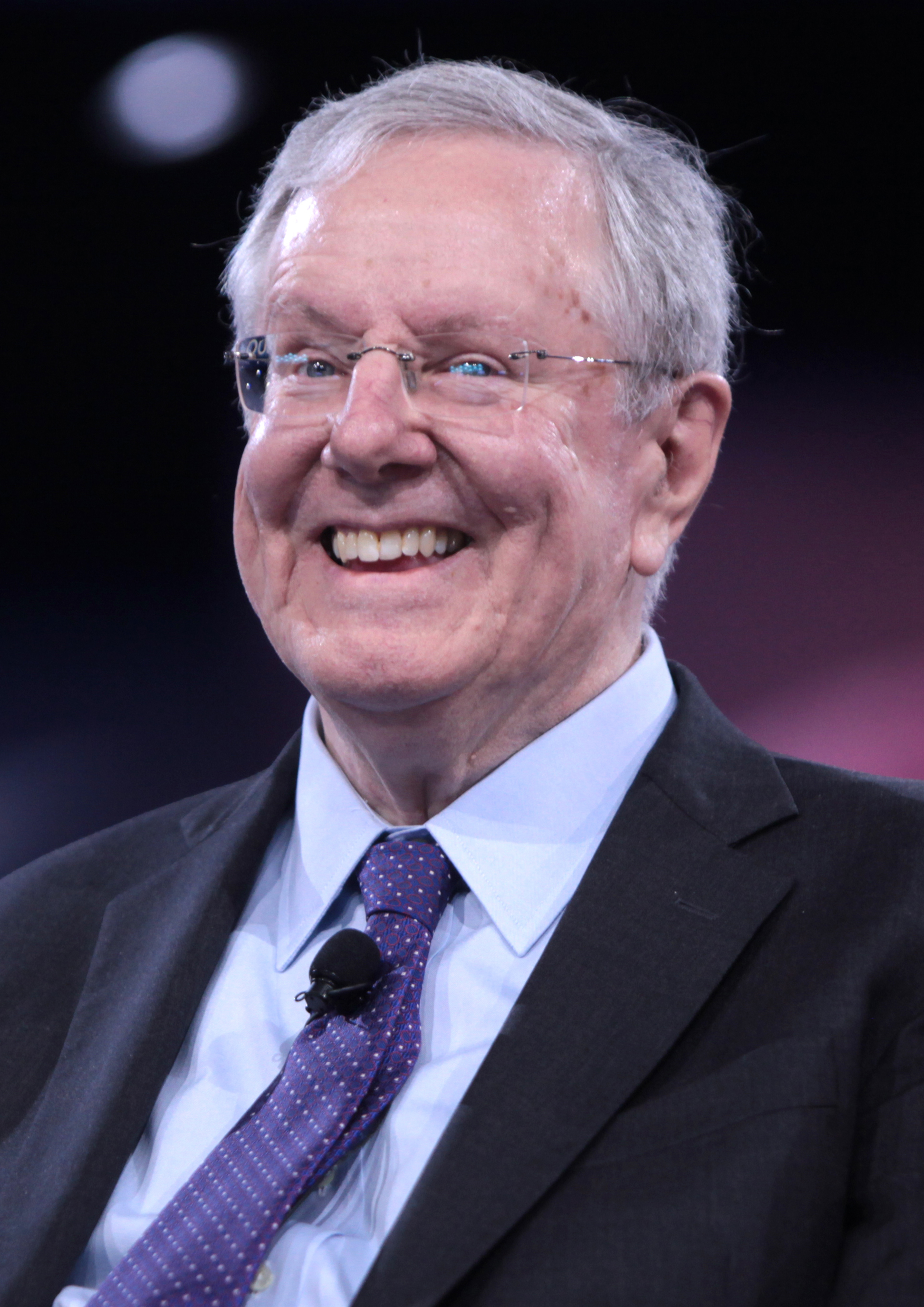
حل ستيف فوربس محل والده في المجلة بعد وفاته لفترة قصيرة

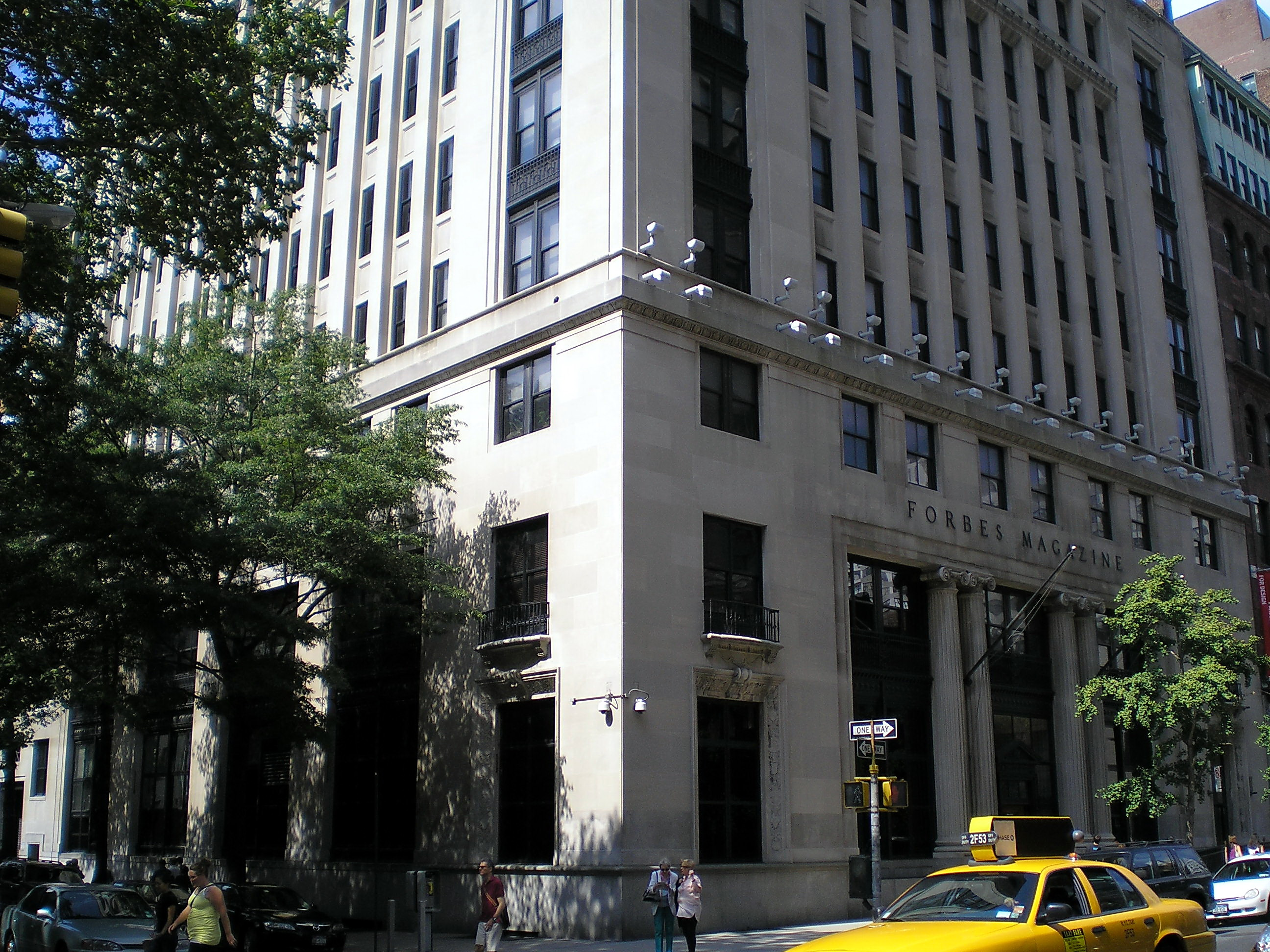
مقر فوربس في مدينة نيويورك.

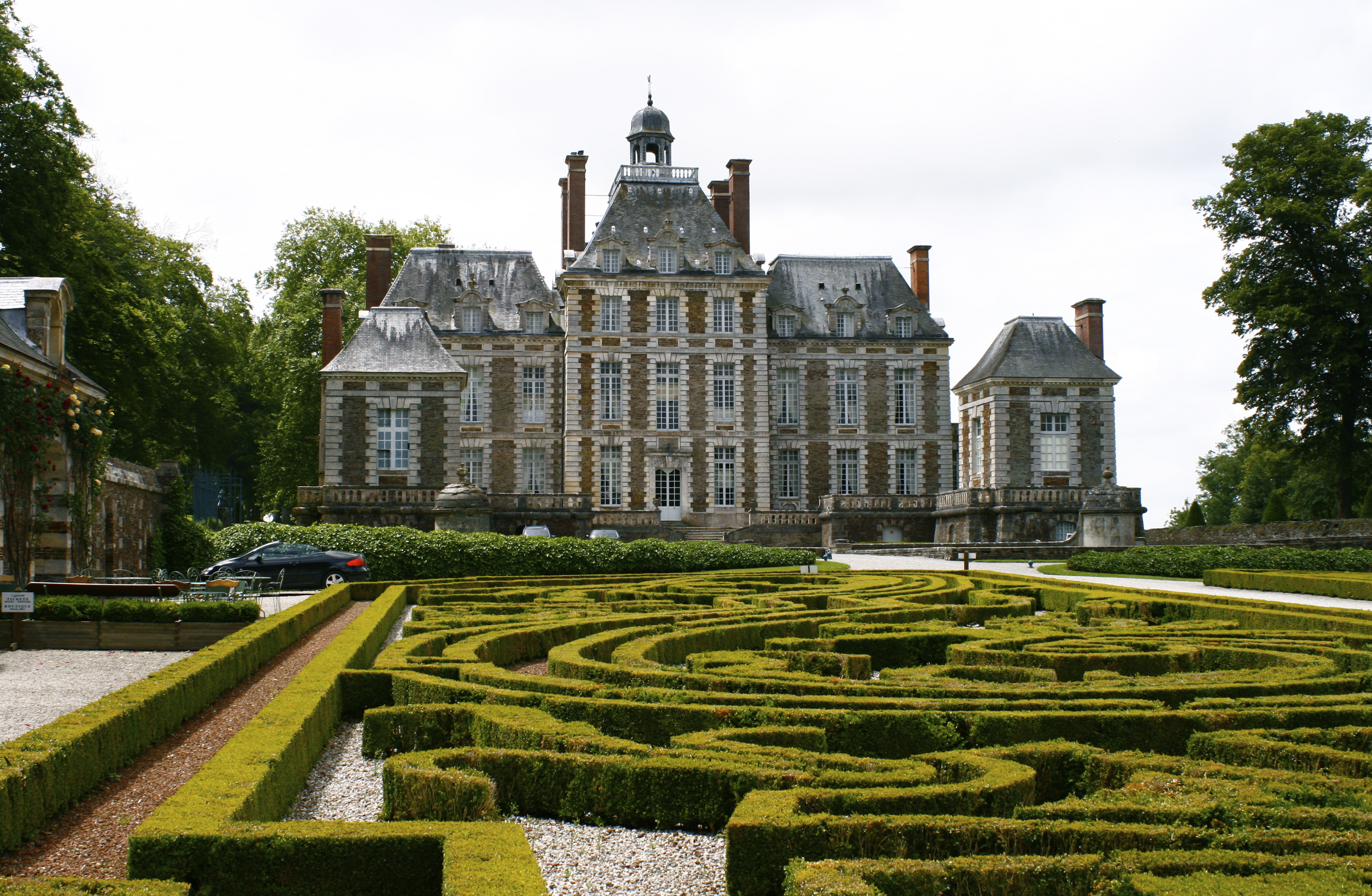
قصر فوربس في نورماندي

ولد فوربس في 19 أغسطس 1919 في بروكلين، نيويورك، ابن أديلاديد ماري ستيفنسون والمؤلف والصحفي المالي اسكتلندي المولد بيرتي تشارلز فوربس. تخرج مالكوم فوربس من مدرسة لورنسيفيل في عام 1937 وجامعة برينستون. تم تجنيد فوربس في جيش الولايات المتحدة في عام 1942 وخدم على مدفع رشاش في فرقة المشاة 84 في المسرح الأوروبي للحرب العالمية الثانية، وسريعا ما ترقى إلى رتبة رقيب. اصيب فوربس بجرح في الفخد أثناء القتال، ليخرج من الجيش بعد حصوله على ميدالية النجمة البرونزية ووسام القلب الأرجواني.
بعد خروجه من الجيش، بدأ مالكوم مسيرته كسياسي حيث أصبح عضوا في مجلس الشيوخ في ولاية نيو جيرسي في الفترة ما بين عام 1951 وعام 1957. كما ترشح لمنصب محافظ نيو جيرسي ولكنه فشل، فإتجه اهتمامه بالكامل إلى المجلة في عام 1957، بعد وفاة والدة بثلاث أعوام. بسط مالكوم فوربس سيطرته الكاملة على الشركة بعد وفاة أخية بروس تشارلز فوربس عام 1964.
نمت المجلة بخطى ثابته تحت قيادته، كما دخل عالم الإستثمار العقاري ومشاريع أخرى. كان واحد من اخر مشاريعه هي مجلة إيغ، والتي عززت الحياة الليلية في نيويورك. (لا علاقة لإسم المجلة بمجموعة فوربس لبيض فابرجي الشهيرة.) حصل فوربس على جائزة والتر كرونكيت للتميز في الصحافة عام 1989، تكريما على دوره في تطوير المجلة.
تميز مالكوم فوربس بنمط حياته الفخم، فيمتلك من الطائرات طائرة بوينغ 727 تريجيت، أكبر اليخوت، مجموعة كبيرة من التحف الفنية، مجموعة كبيرة من دراجات هارلي-ديفيدسون النارية، قصر في نورماندي الفرنسية (شاتو دي باليروي في نورماندي)، مجموعة خاصة من مناطيد الهواء الساخن والوثائق التاريخية، غير حفلات عيد ميلاده الفخمه. بالإضافة إلى كونه لاعب أساسي في نادي كات الشهير في مدينة نيويورك في ليالي الأربعاء ليدعم المواهب الموسيقية المحلية.
إختار فوربس قصر مندوب (والذي حصل عليه من الحكومة المغربية في عام 1970) في المنطقة الشمالية الغربية لمدينة طنجة لاستضافة حفلة عيد ميلاده السبعين. انفق فوربس نحو 2.5 مليون دولار، لإستأجار طائرات بوينج 747، دوغلاس دي سي-8 وكونكورد لنقل حوالي 800 من أغنياء ومشاهير العالم من نيويورك إلى لندن. كان من ضمن الضيوف صديقته إليزابيث تايلور (والتي كانت مضيفة للحفلة أيضا)، رجل الأعمال ورئيس شركة فيات والرئيس السابق لنادي يوفنتوس جياني أنييللي، الإعلامي البريطاني الشهير روبرت ماكسويل، الصحفية الأمريكية باربرا والترز، السياسي الشهير هنري كيسنجر، نصف دزينة من محافظين الولايات المتحدة، الرؤساء التنفيذيين لعشرات الشركات متعددة الجنسية التي تتعامل مع مجلته.
لم تخلو الحفلة بالطبع من الجانب الترفيهي المتصف بالبذخ كالمعتاد، فكان يوجد 600 طبال، بهلوان، راقص وفنتازيين غير 300 فارس بربري.
أصبح فوربس سائق دراجة نارية في أواخر حياته. أسس وركب مع نادي للدرجات النارية يسمى الأدوات الرأسمالية. تم اعتبار مقر النادي في نيو جيرسي مكان اجتماع منتظم لزملاءه ومحبي الدراجات النارية في نيوجيرسي ونيويورك. إمتلك فوربس العديد من الدرجات ولكن كان نوع هارلي ديفيدسون هو المفضل لديه. كما أهدى الممثلة إليزابيث تايلور دراجة من نوع بيربل باسيون، هارلي ديفيدسون.
يرجع لفوربس الفضل في السماح بركن الدرجات النارية في منتزة حديقة الدولة بنيوجيرسي والذي كان مخصص سابقا للسيارات فقط. في عام 1999، تم إدارج اسم مالكوم فوربس في قائمة قاعة المشاهير الخاصة بسائقي الدراجات النارية. كما تم إدراج إسمه في قاعة مشاهير نيو جيرسي في عام 2008.

### معارض فوربس
يعتبر معرض فوربس الواقع داخل مبني فوربس في الجادة الخامسة بين شارع 12 وشارع 13 الغربي في حي غرينتش في مانهاتن، مدينة نيويورك، الولايات المتحدة، هو مقر عرض مجموعات فوربس من تحف فنية، بيض فابرجية ووثائق تاريخية التي عرضتها عائلته بعد وفاته.
أغلق المعرض في نوفمبر 2014.
تحتوي المجموعة على مختلف ألعاب فوربس وصل عددها إلى 500 سفينه و 12,000 جندي لعبة ولوحة مونوبلي والتي حصل عليها من عمليات المزاد العلنية، غير مجموعة من الميداليات ومقتنيات حصل عليها من أولمبياد العالم في قسم الذهب الأوليمبي، مع عدد من بيض فابريجي.
في تلك الفترة حاز المتحف على شعبية أكثر مما حصل عليها في نيويورك.

### متحف فوربس في طنجة
متحف فوربس في طنجة هو متحف أسسه فوربس في طنجة، المغرب. يقع المتحف في قصر مندوب والذي يمكله مالكوم فوربس، على مساحة 10 فدان (40,000 متر مربع) في مارشان في طنجة. يحتوي المتحف على مجموعة من الجنود الرصاص وصل عددهم إلى 115,000 نموذج. أعادت المجموعة تمثيل العديد من معارك التاريخ الرئيسية، من معركة واترلو إلى معركة ديان بيان فو بشكل واقعي نتيجة استخدام الإضاءة والمؤثرات الصوتية.
تم تشكيل الجنود لتكون على شكل جيوش في العروض، بينما يوجد في الحديقة يوجد 600 لتكريم جنود معركة الملوك الثلاثة. بعد وفاة فوربس في عام 1990، عرض ورثته العقار للبيع، وبذلك أصبح العقار ملكا للحكومة المغربية كمقر لإقامة كبار الشخصيات الزائرة.
تم اختيار متحف فوربس ليكون مخبأ الشرير في فيلم جيمس بوند الخامس عشر (أضواء النهار الحية) بطولة تيموثي دالتون.

## الوفاة
توفى فوربس في عام 1990 بعد إصابته بنوبة قلبية في منزله في فار هيلز، نيو جيرسي. في مارس 1990، أي بعد وفاته بفترة وجيزة، نشرت مجلة أوت ويك قصة بعنوان «حياة مالكوم فوربس المثلي السرية» كتبها الصحفي مايكل أنجلو سيغنوريل، أظهر فيها مالكوم أنه مثلي الجنسية. كما نقد وسائل الإعلام التي ساعدت فوربس على نشر العديد من جوانب حياته ولم يتطرقوا إلى حياته الجنسية. سأل الكاتب:
«هل مجتمعنا متحفظ بدرجة كبيرة لدرجة أن الأقوياء كمالكوم فوربس لا يستطيعون الكشف عن طبيعتهم»
حتى بعد وفاته، ترددت وسائل الإعلام حول موضوع الكشف عن حياته الجنسية، فلم تقل صحيفة نيويورك تايمز في نعية غير وفاة المليونير المشهور. تولى إبنه ستيف فوربس منصب رئيس التحرير بعد وفاة والده، ولكن الأعمال لم تعد تسيطر عليها عائلة فوربس.
زعم دونالد ترامب في مذكراته لعام 1990 بعنوان "البقاء في المقدمة" أن سبب إزالته المؤقته من قائمة فوربس 400 في العام الذي توفى فيه فوربس يرجع إلى الخلاف الناشب بينه وبين فوربس على خلفية رفض ترامب أن يحضر فوربس شابين تحت السن القانونية في بار فندقه في بلازا. كما صرح ترامب قائلا:"أن فوربس عاش كمثلي علنا متوقعا من وسائل الإعلام وأصدقائه أن يغطوا عليه.

## وصلات خارجية
- مالكوم فوربس على موقع IMDb (الإنجليزية)
- مالكوم فوربس على موقع الموسوعة البريطانية (الإنجليزية)
- مالكوم فوربس على موقع مونزينجر (الألمانية)
- مالكوم فوربس على موقع إن إن دي بي (الإنجليزية)
- مالكوم فوربس على موقع فايند أغريف
- معرض فوربس نسخة محفوظة 17 مارس 2015 على موقع واي باك مشين.
- لقاء مع مالكوم فوربس بعد الأثنين الأسود، 19 أكتوبر 1987.
- مالكوم فوربس مع إليزابيث تايلور.
- مقابلة فوربس في جامعة بول عام 1980.